# Michael Ritzmann
Michael Ritzmann, alias Micha Ritzman,  Praxis Dokter Molrok,  Doterius Molrok (* 22. September 1982 in Erfurt, Deutsche Demokratische Republik) ist ein deutscher Gegenwartskünstler.

## Biografie
Ritzmann wuchs in der DDR auf. Nach dem Abitur immatrikulierte sich Ritzmann 2003 an der Universität Erfurt in den Fächern Philosophie, Psychologie und Erziehungswissenschaften, brach das Studium 2006 jedoch ab.

## Schaffen
Ritzmanns künstlerische Tätigkeit begann illegal 1994 mit Graffiti. 1999 kam er in Kontakt mit den Künstlerwerkstätten in Erfurt, die er später auch für seine Emaille-Werke nutzte. Parallel entstehen Werke aus den Bereichen Malerei, Bildhauerei, Installation, Fotografie, Edeldruckverfahren, Szenenbild, Gold und Silberschmiedearbeiten, Requisitenbau & Spezialanfertigungen sowie Großfassadengestaltung.

## Ausstellungen und Preise (Auswahl)
- 2004 „cons-3.14159265-ra -tief“, colegium maius/Alte Universität Erfurt
- 2005 „Email-le“ Güldenen Krönbacken/Kunstforum Erfurt
- 2005 internationale Emailleconvention Artforum – Viehauktionshallen Weimar
- 2006 Personalausstellung Rathausgalerie Erfurt, schaffender Künstler beim Kunst in der Stadt-Festival Mainz und Verleihung der Ehrennadel der Stadt
- 2008 Geländedesign „Fusion-Festival“
- 2009 Jahresausstellung Schlosspavillon Coburg
- 2010 Großinstallation – Lange Nacht der Museen Erfurt
- 2011 Ueno-Royal-Museum, Tokyo
- 2012 Europäischer Künstlerpreis der Europa-Union, Tokyo-Metropolitain Art-Museum, Kunsthalle Weimar[2], Ruhrbiennale 2012[3]
- 2013 Lange Nacht der Museen – Stuttgart
- 2014 swing hail – Galerie Waidspeicher/Erfurt, IBUG-2014, Die alte Leier – Heizwerk/Erfurt
- 2015 500th anniversary – tribute exhibition Hieronymus Bosh/museum voor vlakglas- en emaillekunst Ravenstein/NL, Ostrale/Dresden, int. Emaillesymposium2015/Erfurt, Ibug2015[4]., meeting of styles
- 2016 Auf Augenhöhe – Neues Rathaus Dresden, Schaupavillon des Kulturquatieres Erfurt, fuego a la Isla Chemnitz, ibug2016
- 2017 Thehaus-Berlinartbang[5], millerntorgallery/Hamburg, streetatelier/arte-creative[6]

## Sammlungen
- Sammlung der Stadt Erfurt
- Sammlung der Stadt Mainz
- Sammlung des Bistums zu Trier

## Kooperationen mit Film & Fernsehen
- Blöde Mütze (2007)[7]
- KIKA Krimi.de (2007)
- KIKA Schloss Einstein (2008–2015)
- Heiter bis Tödlich-Akte Ex (2012)
- Schilf -X-films (2012)
- ARD TATORT (2013)
- Pettersson und Findus -Senator Film (2014)
- Heidi -Studio Canal Deutschland (2015)
- Doktor Proctor-Tradewind Pictures, Senator Film(2015)[8]
- In aller Freundschaft-die jungen Ärzte (2015)
- „streetatelier“-arte-creativ2016